# アッサン・シーセイ
アッサン・シーセイ（Assan Ceesay, 1994年3月17日 - ）は、ガンビア・バンジュール出身のサッカー選手。ガンビア代表。ダマクFC所属。ポジションはフォワード。

## 経歴

### クラブ
母国のガムテルFCでキャリアをスタートし、セネガルのカサ・スポーツを経て、2016年にスイス・スーパーリーグのFCルガーノに加入。2017-18シーズンには、チャレンジリーグ（スイス2部）のFCキアッソに期限付き移籍で加入した。
2018年の夏にFCチューリッヒに加入。2020年1月からの半年間は、ドイツ・2. ブンデスリーガのVfLオスナブリュックに期限付き移籍をした。チューリッヒに戻ったのちの2021-22シーズンにはリーグ戦で得点ランク2位となる20得点を挙げ、ブレリム・ジェマイリやウィルフリード・ニョントらと共にスーパーリーグのタイトルを獲得した。
2022年6月16日、フリートランスファーでイタリア・セリエAに昇格したUSレッチェと1年の契約延長オプション付きの2年契約を結んだ。8月13日に行われた開幕節のインテル戦で先発しセリエAにデビューをすると、後半3分に一時同点となる初得点も記録した。
2023年8月16日、サウジ・プロ・リーグのダマクFCに加入した。移籍金は300万ユーロ弱で、年俸はレッチェ時代の3倍となる180万ユーロになると報道された。

### 代表
2013年9月7日に行われた2014 FIFAワールドカップ・アフリカ2次予選のタンザニア代表との試合でガンビア代表にデビューした。

## 人物
「Torres」という愛称は、友人からフェルナンド・トーレスにプレースタイルが似ているということで付けられた。また、インタビューでは幼時よりリヴァプールFCのファンであることを明かしている。

## タイトル
チューリッヒ
- スーパーリーグ：2021-22